# 슈퍼사이
슈퍼사이(Supersci, 수퍼싸이)는 스웨덴의 힙합 그룹이다. 멤버는 래퍼 Mr.Noun, 래퍼/프로듀서 Arka, 래퍼/보컬 Remedeeh, 연주가/프로듀서 Erik L, 그리고 DJ Observe로 이루어져 있다.

## 디스코그래피
스튜디오 음반
- Pinetrees on the Pavement (2006)
- Timelines (2010)
- Entropy (2015)

싱글 및 EP
- Soundvalley EP (1998)
- Syntax + Semantics EP (1999)
- Aahyeahwhatchasay EP (2001)
- How We Gonna Fail Now? EP (2002)
- What It Is EP (2009)

믹스테이프
- Cutting Down Trees (2007)